# 伊万里市立大坪小学校
伊万里市立大坪小学校（いまりしりつおおつぼしょうがっこう）は佐賀県伊万里市中部にある市立の小学校。

## 概要
歴史
1883年（明治16年）に伊万里小学校町裏分教場が「町裏小学校」として独立して開校。数回の改組・改称を経て、現校名になったのは1954年（昭和29年）。1984年（昭和59年）には児童数の増加により、伊万里市立立花小学校を分離。2023年（令和5年）には創立140周年を迎える。
校章
中央に校名の「大坪」の文字（縦書き）を置いている。
校歌
作詞は片岡繁男、作曲は陶山聡による。歌い出しは「暁の空 さわやかに」。歌詞は3番まであり、各番に校名の「大坪小学校」が登場する。
通学区域
住所表記で伊万里市の後に「上古賀、下古賀、みどりが丘、六仙寺、祇園町、柳井町、白野、あさひが丘、永山、屋敷野、東円、西円、中井樋、栄町、つつじヶ丘」が続く地域。
中学校区は伊万里市立伊万里中学校。

## 沿革
- 1883年（明治16年） 9月 - 伊万里小学校町裏分教場が「町裏小学校」として分離・独立。
- 1884年（明治17年）- 古賀、屋敷野が校区に加わる。
- 1888年（明治21年）- 屋敷野分教場を設置[2]。
- 1889年（明治22年）- 町村制の施行により、大坪村立の小学校となる。
- 1892年（明治25年）
  - 屋敷野分教場を統合。
  - 小学校令の改正により、校名を「大坪尋常小学校」に改める。
  - 伊万里町外四カ村[3]組合立伊万里高等小学校（4年制）が設置される。
- 1894年（明治27年）3月 - 木造新校舎が完成（現・伊万里市大坪公民館敷地）。この時に作られたレンガ造りの校門（赤門）は現在も残っている。
- 1907年（明治40年）- 小学校令の改正により、義務教育の年限（尋常科の年限）が4年から6年に延長される。これにより、尋常科5・6年が新設される。
- 1924年（大正3年）4月 - 伊万里高等小学校を運営していた町村組合が解散。これに伴い、高等科を併置し、「大坪尋常高等小学校」に改称。
- 1832年（昭和7年）4月 - 高等科を廃止し、「大坪尋常小学校」（再）となる。
  - 尋常科を修了し、高等科への進学を希望する者は、伊万里町外二カ村組合立伊万里公民学校[4]に通うこととなった。
- 1941年（昭和16年）4月1日 - 国民学校令の施行により、「大坪国民学校」に改称。尋常科を初等科に改める（初等科6年）。
- 1943年（昭和18年）
  - 4月 - 高等科（2年制）が設置される[5]。
  - 12月 - 大坪村が伊万里町に編入。伊万里町立となる。
- 1944年（昭和19年）- 北側の丘陵地に新校舎が完成。
- 1947年（昭和22年）4月1日 - 学制改革（六・三制の実施）に伴い、国民学校初等科が「伊万里町立大坪小学校」に改組・改称。
- 1950年（昭和25年）4月1日 - 「伊万里町立東部小学校」に改称。
- 1953年（昭和28年）- 現在地に新校舎が完成し、移転を完了。
  - 旧校舎は1954年（昭和29年）4月から1973年（昭和48年）までの19年間、伊万里市役所庁舎として使用された[6]。
- 1954年（昭和29年）4月 - 9町村の対等合併により伊万里市が市制施行。「伊万里市立大坪小学校」（現校名）に改称。
- 1958年（昭和33年）4月 - 伊万里市で初めて特殊学級を開設。
- 1972年（昭和47年）4月 - ことばの教室を設置。
- 1974年（昭和49年）4月 - 校区に「栄町」が加わり、児童数が急増する。
- 1976年（昭和51年）- 8教室のプレハブ校舎を仮設。
- 1981年（昭和56年）- 大坪第二小学校（仮称）の分離・新設が決定する。
- 1984年（昭和59年）4月 - 児童数の増加により、伊万里市立立花小学校が分離・新設される。
  - 分離する直前の児童数は約1,300人であった。

## 参考資料
- 「伊万里市史 教育・人物編」（2003年（平成15年）3月31日発行, 伊万里市）p.343 - p.348